# Embia asmarae
Embia asmarae is een insectensoort uit de familie Embiidae, die tot de orde webspinners (Embioptera) behoort. De soort komt voor in het noordoosten van het Afrotropisch gebied.
Embia asmarae is voor het eerst wetenschappelijk beschreven door Ross in 2006.